# Enredadera artificial
Las plantas y flores artificiales son réplicas hechas de materiales sintéticos que imitan la apariencia de las plantas y flores naturales, proporcionando una opción duradera y de bajo mantenimiento para decorar espacios interiores y exteriores. Imitación de planta para decorar los espacio con plantas artificiales y  agregar algo de vegetación. Las enredaderas artificiales son mucho más fáciles de mantener que las reales. Estas ofrecen una opción estéticamente atractiva para las personas que quieren tener un poco de vegetación en su espacio pero luchan por mantener vivas las plantas naturales. Optar por las mejores enredaderas artificiales es una manera de agregar textura y color al hogar o cualquier sitio sin el esfuerzo y el estrés necesarios para mantener las enredaderas silvestres.

## Aspecto
La tecnología ha avanzado y  las enredaderas artificiales se han vuelto más naturales hasta el punto de que es difícil distinguirlas de las reales. Hay muchas variedades disponibles que le ofrecen más opciones para que se pueda encontrar las que mejorarán la estética de cualquier espacio. La esencia de comprar plantas falsas es que a menudo duran más que las naturales. 
Las enredaderas son plantas trepadoras que se caracterizan por presentar un tallo largo y voluble. Éste tiene la misión principal de “enredarse” y trepar por diferentes superficies, ya sean postes, paredes o pérgolas. Las enredaras artificiales visualmente cumplen con este patrón visual.
Muchas plantas artificiales, especialmente las hojas, se fabrican con materiales de plástico o de tela. Las plantas hechas de plástico son más duraderas que las plantas hechas con material de seda y se moldean con hojas de plantas naturales. 

### Variedad
Aparte de las enredaderas artificiales, existen otro tipo de plantas artificiales como las Flores de Jabón, Flores de papel, Flores de hojas de Maíz, Flores de arcilla, Flores de plástico, Flores de porcelana y Flores de cuero son algunos ejemplos de flores artificiales.

## Precio
El precio de las vides artificiales difiere significativamente entre varios tipos y marcas. Incluso puede obtener algunos por tan solo 5€. Para unas  plantas falsas de aspecto muy realista, el presupuesto debe ser de al menos 150€. Las plantas falsas más populares cuestan entre 50€  y 100€